# Lista de personagens de Cabocla
Esta é uma lista de personagens da telenovela Cabocla.

## Zuca
Interpretada por Vanessa Giácomo
Cabocla linda, mas  de uma ignorância de impressionar. É acostumada a andar de pés descalços. Filha de Zé da Estação e noiva de Tobias. Morena simples e cativante, costuma assanhar os hóspedes do hotel dos pais, mas sem jamais lhes dar trela. Apesar de estar prometida a Tobias, que morre de amor por ela, Zuca irá se apaixonar de verdade por Luís Jerônimo.

## Luís Jerônimo
Interpratdo por Daniel de Oliveira
Advogado, jamais defendeu uma única causa. E nem precisa. Filho único de pai milionário, exportador de açúcar, sabe que seu futuro está mais do que garantido e já gasta por conta em grandes noitadas, nos braços de suas amantes. Foi justamente essa vida de boemia que acabou por minar os pulmões do rapaz.

## Boanerges
Interpretado por Tony Ramos
Fazendeiro rico e simpático. Marido de Emerenciana e pai de Belinha. Líder político de pulso forte, com a determinação de um verdadeiro coronel. Apesar de tudo, é bom marido, bom pai e boa gente. Não chega a ser odiado a não ser pelo seu grande rival da política, Justino.

## Emerenciana
Interpretada por Patrícia Pillar
Mulher do coronel Boanerges. Simples, prática e cativante, disposta a ajudar a todos. Talvez seja mais política do que o próprio marido. Mulher de pulso forte e atitudes claras, inimiga das meias-palavras. Excelente dona-de-casa, porém sem ser muito refinada.

## Justino
Interpretado por Mauro Mendonça
O vilão da novela, é um fazendeiro abonado e líder político da região. Prepotente, ambicioso, de péssimo caráter e de espírito forte, ele é a pedra nos sapatos de Boanerges. Pai de Neco, viverá momentos de tensão com o filho quando o descobrir apaixonado por Belinha, a filha de seu inimigo político.

## Tobias
Interpretado por Malvino Salvador
Peão de qualidade, valente, leal como um cão de guarda, macho de não negar fogo, é capaz de matar e morrer pela sua Zuca. Será o grande e perigoso rival de Luís Jerônimo, o doutorzinho tuberculoso.

## Mariquinha
Interpretada por Carolina Kasting
Filha de Justino, irmã de Neco. Formada professora, leciona para adultos e crianças e parece fazer disso a razão da sua existência. É dócil, meiga e totalmente subserviente ao pai, mesmo quando sabe que ele está errado. É apaixonada por Tobias, que a ignora totalmente. Terá de lutar muito por esse amor.

## Belinha
Interpretada por Regiane Alves
Filha única de Boanerges e Emerenciana. Bonita e meiga. Acaba de se formar professora primária na cidade do Rio de Janeiro e está voltando para casa quando a história se inicia. Tem muito do caráter da mãe. Isso ficará evidente quando ela enfrentar o pai na defesa do seu amor por Neco, filho do perverso Justino.

## Neco
Interpretado por Danton Mello
Filho de Justino, abandonou a Faculdade de Direito do Rio de Janeiro às vésperas de se formar, o que será um choque para o pai. Neco é um belo rapaz, de ideias avançadas para a época. Acabará se transformando num líder político de grande prestígio, em detrimento das lideranças caducas do pai e de Boanerges. Fica muito amigo de Luís.

## Tomé
Interpretado por Eriberto Leão
Grande amigo de Tobias, a quem segue por todos os cantos. Excelente cavaleiro, ele é o maior rival do amigo nas raias domingueiras. Ele é a voz da razão para o amigo, a quem consegue tirar de algumas brigas. Teve um único amor na vida: a filha fugida de Felício, Rosa. Como é ex-peão de Justino, é também amicíssimo de Neco.

## Tina
Interpretada por Maria Flor
Filha de Felício e Generosa. Seu irmão, Tobias, cuida para que não tenha o mesmo destino da outra irmã, Rosa, que foi "roubada" por um mascate. É apaixonada por Tomé, que não lhe corresponde, por não conseguir esquecer Rosa.